# Painted Post
Painted Post és una població dels Estats Units a l'estat de Nova York. Segons el cens del 2000 tenia 1.842 habitants.

## Demografia
Segons el cens del 2000, Painted Post tenia 1.842 habitants, 811 habitatges, i 480 famílies. La densitat de població era de 564,4 habitants per km².
Dels 811 habitatges en un 27,6% hi vivien nens de menys de 18 anys, en un 46,2% hi vivien parelles casades, en un 9,4% dones solteres, i en un 40,8% no eren unitats familiars. En el 36,5% dels habitatges hi vivien persones soles el 23,8% de les quals corresponia a persones de 65 anys o més que vivien soles. El nombre mitjà de persones vivint en cada habitatge era de 2,26 i el nombre mitjà de persones que vivien en cada família era de 2,97.
Per edats la població es repartia de la següent manera: un 23,9% tenia menys de 18 anys, un 5,6% entre 18 i 24, un 25,7% entre 25 i 44, un 23,1% de 45 a 60 i un 21,7% 65 anys o més.
L'edat mediana era de 42 anys. Per cada 100 dones de 18 o més anys hi havia 78,4 homes.
La renda mediana per habitatge era de 41.477 $ i la renda mediana per família de 58.295 $. Els homes tenien una renda mediana de 39.519 $ mentre que les dones 26.583 $. La renda per capita de la població era de 23.664 $. Entorn del 4,5% de les famílies i el 5,2% de la població estaven per davall del llindar de pobresa.